# Pikwik Pack
Pikwik Pack è una serie animata canadese creata da Frank Falcone, Mary Bredin e Rachel Reade Marcus e prodotta da Guru Studio.

## Trama
I protagonisti della serie animata sono Suki, Isa, Axel e Tibor. Personaggi che lavorano per la posta di Pikwik, dove fanno in modo di portare dei pacchi in consegna agli altri personaggi della città di Pikwik.

## Personaggi
- Suki: Una riccia verde acqua, il veicolo che usa è una nave. La doppiatrice italiana è Alessandra Cannavale.
- Isa: Una gatta arancione, il veicolo che usa è un elicottero. La doppiatrice italiana è Cecilia Salustri.
- Axel: Un procione blu, il veicolo che usa è un fuoristrada. Il doppiatore italiano è Diego Follega.
- Tibor: Un ippopotamo viola, il veicolo che usa è un treno. Il doppiatore italiano è Valeriano Corini.

## Episodi
| N° | Titolo originale | Titolo italiano              | Prima TV originale | Prima TV Italia |
| -- | ---------------- | ---------------------------- | ------------------ | --------------- |
| 1  | Timid Tibor      | Il Timoroso Tibor            |                    |                 |
| 2  | Lone Star        | Stella solitaria             |                    |                 |
| 3  | Suki's Hero      | Capitan Suki                 |                    |                 |
| 4  | Shake it Up      | Scuoto, salto e ballo        |                    |                 |
| 5  |                  | Niente distrazioni, Isa!     |                    |                 |
| 6  | Axel's Lucky Day | Il giorno fortunato di Axel  |                    |                 |
| 7  | Stick Together   | Insieme è meglio             |                    |                 |
| 8  |                  | Nel vagone di coda           |                    |                 |
| 9  |                  | Forza, Vecchio blu!          |                    |                 |
| 10 |                  | Incollati... Insieme         |                    |                 |
| 11 |                  | Il prode Tibor               |                    |                 |
| 12 |                  | Tutti frutti                 |                    |                 |
| 13 |                  | Sottosopra                   |                    |                 |
| 14 |                  | Il Furgon-Treno              |                    |                 |
| 15 |                  | Sole e Arcobaleni            |                    |                 |
| 16 |                  | Una sfida vincente           |                    |                 |
| 17 |                  | Treno da neve                |                    |                 |
| 18 |                  | Il pisolino di Isa           |                    |                 |
| 19 |                  | Più veloce!                  |                    |                 |
| 20 |                  | Consigli per gli amici       |                    |                 |
| 21 |                  | Ogni cosa al suo posto       |                    |                 |
| 22 |                  | Il compleanno di Isa         |                    |                 |
| 23 |                  | Sciò, insetto!               |                    |                 |
| 24 |                  | Ancora Halloween!            |                    |                 |
| 25 |                  | Segui la corrente            |                    |                 |
| 26 |                  | Amica farfalla               |                    |                 |
| 27 |                  | Ingegnosa Isa                |                    |                 |
| 28 |                  | Tesori riciclati             |                    |                 |
| 29 |                  | La ricetta vincente          |                    |                 |
| 30 |                  | Abracaquak!                  |                    |                 |
| 31 |                  | Tutti ai vostri posti!       |                    |                 |
| 32 |                  | Un'idea brillante            |                    |                 |
| 33 |                  | Nuove scoperte               |                    |                 |
| 34 |                  | Una consegna sottomarina     |                    |                 |
| 35 |                  | Gli aiutanti di Babbo Natale |                    |                 |
| 36 |                  | Una giornata nevosa          |                    |                 |
| 37 |                  | Destinatario sconosciuto     |                    |                 |
| 38 |                  | Il cucciolo di foca          |                    |                 |
| 39 |                  | Un amichetto pelosetto       |                    |                 |
| 40 |                  | Una luce magica              |                    |                 |
| 41 |                  | Doppia consegna in corsa     |                    |                 |
| 42 |                  | L'amica di Axel              |                    |                 |
| 43 |                  | Bubblewub                    |                    |                 |
| 44 |                  | Consegnato con cura          |                    |                 |
| 45 |                  | La direzione sbagliata       |                    |                 |
| 46 |                  | Il mal di denti              |                    |                 |
| 47 |                  | Mari tempestosi              |                    |                 |
| 48 |                  | L'eroe di Isa                |                    |                 |
| 49 |                  | Binario straordinario        |                    |                 |
| 50 |                  | Il naufraggio                |                    |                 |
| 51 |                  | La festa della Luna          |                    |                 |
| 52 |                  | Su e ancor più su            |                    |                 |